# Danmarks Fauna
Danmarks Fauna er en serie bøger med identifikationsnøgler med en omfattende beskrivelse af dyr i Danmark. I alt er der udgivet 88 bøger (bind). Bøgerne er udgivet af Dansk Naturhistorisk Forening på Gads Forlag i København.
Den første bog udkom i 1907 og beskæftiger sig med krybdyr og padder. Det sidste bind i serien udkom i foråret 2004 og omhandlede bladlus. Flere af bøgerne er fortsat i salg, men mange er udsolgt. Nogle af de ældste bøger kan læses eller hentes fra internettet.
På grund af deres alder er nogle af bøgerne forældede, fordi kundskaben til dansk fauna er blevet bedre. Mange af arterne har ændret deres videnskabelige navne eller er flyttet til andre slægter. Alligevel er bogserien i en særklasse, fordi den i flere tilfælde er den bedste (og nogle gange den eneste) skandinaviske eller nordeuropæiske bestemmelseslitteratur om de enkelte dyregrupper.

## Dyregrupper som omfattes af serien
| Bind | Navn                                                                                          | Forfatter                                          | Sider |
| ---- | --------------------------------------------------------------------------------------------- | -------------------------------------------------- | ----- |
| 1    | Krybdyr og padder                                                                             | H. F. E. Jungersen                                 | 100   |
| 2    | Gravehvepse og gedehamse                                                                      | J. C. Nielsen                                      | 100   |
| 3.1  | Biller 01. Løbebiller                                                                         | Bertram G. Rye                                     | 192   |
| 3.2  | Biller 01. Løbebiller (samme bind)                                                            | Bertram G. Rye                                     | 198   |
| 4    | Sommerfugle 1. Dagsommerfugle                                                                 | A. Klöcker                                         | 122   |
| 5    | Pattedyr                                                                                      | Herulf Winge                                       | 260   |
| 6    | Ørentviste, kakerlakker og græshopper (se heller nyere bind 79)                               | Esben Petersen                                     | 56    |
| 7    | Sommerfugle 2. Natsommerfugle 1                                                               | A. Klöcker                                         | 144   |
| 8    | Guldsmede, døgnfluer, slørvinger og copeognather                                              | Esben Petersen                                     | 174   |
| 9    | Storkrebs 1. Skjoldkrebs                                                                      | K. Stephensen                                      | 204   |
| 10   | Blöddyr 1. Landsnegle                                                                         | C. M. Steenberg                                    | 232   |
| 11   | Fisk 1. Pigfinnefisk                                                                          | C. V. Otterstrøm                                   | 210   |
| 12   | Tæger                                                                                         | A. C. Jensen-Haarup                                | 310   |
| 13   | Sommerfugle 3. Natsommerfugle 2                                                               | A. Klöcker                                         | 244   |
| 14   | Biller 02. Pragtbiller og smeldere                                                            | K. Henriksen                                       | 124   |
| 15   | Fisk 2. Blødfinnefisk                                                                         | C. V. Otterstrøm                                   | 364   |
| 16   | Biller 03. Træbukke                                                                           | A. C. Jensen-Haarup og K. Henriksen                | 122   |
| 17   | Sommerfugle 4. Natsommerfugle 3                                                               | A. Klöcker                                         | 190   |
| 18   | Træ- og bladhvepse                                                                            | J. C. Nielsen og K. Henriksen                      | 244   |
| 19   | Vaarfluer                                                                                     | P. Esben-Petersen                                  | 228   |
| 20   | Fisk 3. Fastkæbede, buskgællede, ganoider, tværmunde og rundmunde                             | C. V. Otterstrøm                                   | 178   |
| 21   | Sommerfugle 5. Natsommerfugle 4                                                               | A. Klöcker                                         | 92    |
| 22,1 | Biller 04. Snudebiller                                                                        | Victor Hansen                                      | 350   |
| 22,2 | Biller 04. Snudebiller (samme bind)                                                           | Victor Hansen                                      | 350   |
| 23   | Fugle 1. Andefugle og Hønsefugle                                                              | R. Hørring                                         | 248   |
| 24   | Cikader                                                                                       | A. C. Jensen-Haarup                                | 202   |
| 25   | Bier                                                                                          | Lavrids Jørgensen                                  | 272   |
| 26   | Biller 05.Aadselbiller, Stumpbiller mm.                                                       | Victor Hansen                                      | 298   |
| 26   | Biller 05.Aadselbiller, Stumpbiller mm. (samme bind)                                          | Victor Hansen                                      | 304   |
| 27   | Pighude (Echinodermer)                                                                        | Th. Mortensen                                      | 282   |
| 28   | Stankelben                                                                                    | Peder Nielsen                                      | 176   |
| 29   | Biller 06. Torbister                                                                          | Victor Hansen                                      | 190   |
| 30   | Fugle 2. Lomfugle, Stormfugle, Vandhøns, tranefugle og vadefugle                              | R. Hørring                                         | 344   |
| 31   | Biller 07. Bladbiller og Bønnebiller (Chrysomelidae og Lariidae)                              | Victor Hansen                                      | 414   |
| 32   | Storkrebs 2. Ringkrebs, 1. Tanglopper (Amfipoder)                                             | K. Stephensen                                      | 410   |
| 33   | Netvinger og Skorpionfluer (Neuroptera & Mecoptera)                                           | P. Esben-Petersen                                  | 146   |
| 34   | Biller 08. Vandkalve og Hvirvlere (Haliplidae, Dytiscidae og Gyrinidae)                       | Victor Hansen                                      | 244   |
| 35   | Tusindben (Myriopoda)                                                                         | Povl Hammer                                        | 184   |
| 36   | Biller 09. Vandkærer (Palpicornia: Hydrophilidae)                                             | Victor Hansen                                      | 172   |
| 37   | Frynsevinger, Eller, Blærefødder (Thysanoptera)                                               | J. Maltbæk                                         | 156   |
| 38   | Havedderkopper (Pycnogonida) og Rankefødder (Cirripedia)                                      | K. Stephensen                                      | 168   |
| 39   | Fugle 3. Maagefugle, Alkefugle og Rovfugle                                                    | R. Hørring                                         | 320   |
| 40   | Bløddyr 2. Saltvandsmuslinger                                                                 | Ad. S. Jensen og R. Spärck                         | 216   |
| 41   | Polypdyr (Coelenterata) 1. Ferskvandspolypper og goplepolypper                                | P. L. Kramp                                        | 216   |
| 42   | Storkrebs 3. Ringkrebs 2. Bænkebidere (Land- og ferskvandsisopoder)                           | Thydsen Meinertz                                   | 100   |
| 43   | Polypdyr (Coelenterata) 2. Gopler                                                             | P. L. Kramp                                        | 232   |
| 44   | Biller 10. Blødvinger, Klannere M.M. (Malacodermata, Fossipedes, Macrodactylia og Brachymera) | Victor Hansen                                      | 328   |
| 45   | Pølseorme (Gephyrea): Sipunculider, Priapulider, Echiurider                                   | Elise Wesenberg-Lund                               | 68    |
| 46   | Mosdyr (Bryozóa Eller Polyzóa)                                                                | Ernst Marcus                                       | 412   |
| 47   | Biller 11. Sandspringere og Løbebiller (Cicindelidae og Carabidae)                            | Victor Hansen                                      | 390   |
| 48   | Sommerfugle 6. Pyralider                                                                      | Wilhelm van Deurs                                  | 134   |
| 49   | Myrer                                                                                         | Sv. G. Larson                                      | 200   |
| 50   | Biller 12. Heteromerer                                                                        | Victor Hansen                                      | 304   |
| 51   | Polypdyr (Coelenterata) 3. Koraldyr                                                           | O. Carlgren                                        | 176   |
| 52   | Sommerfugle 7. Fjermøl                                                                        | Wilhelm van Deurs                                  | 72    |
| 53   | Storkrebs 4. Ringkrebs, 3. Tanglus (Marine isopoder) og Tanaider                              | K. Stephensen                                      | 196   |
| 54   | Bløddyr 3. Ferskvandsbløddyr                                                                  | G. Mandahl-Barth                                   | 260   |
| 55   | Biller 13. Clavicornia, 1. Del                                                                | Victor Hansen                                      | 288   |
| 56   | Biller 14. Clavicornia, 2. Del og Bostrychoidea                                               | Victor Hansen                                      | 264   |
| 57   | Biller 15. Rovbiller, 1. Del                                                                  | Victor Hansen                                      | 284   |
| 58   | Biller 16. Rovbiller, 2. Del                                                                  | Victor Hansen                                      | 260   |
| 59   | Biller 17. Rovbiller, 3. Del                                                                  | Victor Hansen                                      | 508   |
| 60   | Lopper                                                                                        | F. G. A. M. Smit                                   | 136   |
| 61   | Sommerfugle 8. Viklere                                                                        | Wilhelm van Deurs                                  | 332   |
| 62   | Biller 18. Barkbiller                                                                         | Victor Hansen                                      | 204   |
| 63   | Biller 19. Almindelig Del                                                                     | Victor Hansen                                      | 256   |
| 64   | Biller 20. Tillægsbind                                                                        | Victor Hansen                                      | 252   |
| 65   | Skallus, Søtænder, Blæksprutter                                                               | Bent J. Muus                                       | 248   |
| 66   | Tovinger 2. Almindelig Del, Våbenfluer, Klæger m. fl.                                         | Leif Lyneborg                                      | 244   |
| 67   | Mosskorpioner og Mejere (Pseudoscorpionidea og Opiliones)                                     | N. Thydsen Meinertz                                | 204   |
| 68   | Tovinger 3. Minérfluer, Agromyzidae                                                           | Nils Rydén, Leif Lyneborg og Boy Overgaard Nielsen | 232   |
| 69   | Biller 21. Snudebiller                                                                        | Victor Hansen                                      | 536   |
| 70   | Tovinger 4. Humlefluer, Stiletfluer, Rovfluer m. fl.                                          | Leif Lyneborg                                      | 188   |
| 71   | Insekter, Almindelig Del                                                                      | Sv. G. Larson                                      | 324   |
| 72   | Edderkopper eller Spindlere 1                                                                 | Jens Brændegård                                    | 232   |
| 73   | Biller 22. Træbukke                                                                           | Victor Hansen                                      | 236   |
| 74   | Biller 23. Smældere og Pragtbiller                                                            | Victor Hansen                                      | 188   |
| 75   | Sækdyr                                                                                        | Jørgen G. Lützen                                   | 280   |
| 76   | Biller 24. Sandspringere og Løbebiller (Cicindelidae og Carabidae)                            | Victor Hansen                                      | 460   |
| 77   | Biller 25. Ådselbiller, Stumpbiller m.m.                                                      | Victor Hansen                                      | 364   |
| 78   | Biller 26. Andet Tillægsbind                                                                  | Victor Hansen                                      | 136   |
| 79   | Kakerlakker, Græshopper og Ørentviste                                                         | Knud Th. Holst                                     | 232   |
| 80   | Edderkopper eller Spindlere 2 (Sparassidae, Philodromidae, Thomisidae, Salticidae, Oxyopidae) | Jens Brændegård                                    | 240   |
| 81   | Blomstertæger                                                                                 | Sven Gaun                                          | 312   |
| 82   | Ferskvandsigler                                                                               | J.B. Kirkegaard                                    |       |
| 83   | Havbørsteorme 1                                                                               | J.B. Kirkegaard                                    |       |
| 84   | Regnorme                                                                                      | M. Weis Clausen                                    |       |
| 85   | Gællefødder og karpelus                                                                       | U.I. Røen                                          |       |
| 86   | Havbørsteorme 2                                                                               | J.B. Kirkegaard                                    |       |
| 87   | Bladlus 1                                                                                     | O. E. Heie                                         |       |
| 88   | Bladlus 2                                                                                     | O. E. Heie                                         |       |